# Орден Тайного наставника
Орден Тайного наставника (англ. Order of the Secret Monitor) (ОТН) является одной из организаций дополнительных степеней Йоркского устава масонства.
Членами ордена могут стать масоны в степени мастера.

## История
Первые известные упоминания об Ордене Тайного наставника относятся к его голландским корням, но степени, какими они известны сегодня, возникли в Америке в качестве сторонних масонских степеней.
Орден был основан в Великобритании доктором И. Захария, когда он вернулся из Америки после Гражданской войны в США, в 1875 году. Под руководством д-ра Захарии, в 1887 году, был сформирован верховный совет и был расширен ритуал за счёт включения двух дополнительных степеней, одна из которых называется — верховный правитель. Степень приобрела популярность, однако, д-ра Захария, «Верховный совет для дополнительных масонских степеней» попросил вернуть старое название, как она называлась в Американском Ордене Тайного наставника, чтобы название соответствовало легенде степени. В результате, «Верховный совет для дополнительных степеней масонства» осудил действия по введению новой степени «Верховным советом Ордена Тайной наставника», и попытался взять на себя исключительную юрисдикцию над степенями. Тем не менее, в 1931 году была достигнута договоренность между двумя орденами, что степени Ордена Тайного наставника передаются из группы дополнительных степеней. Орден иногда называют Братством Давида и Ионафана. Благотворительный фонд на основе Ордена Тайного наставника был создан в 1901 году.

## Структура и управление
Члены ордена сгруппированы в конклавы, каждый из которых управляется верховным правителем. В Великобритании орден включает три степени. Первая степень тайного наставника, в которой легенда Давида и Ионафана разыгрывается в церемонии индукции. Вторая степень принца — церемония приёма происходит на основе сюжета из Книги Самуила Ветхого Завета. Третья степень является церемонией инсталляции верховного правителя. И как правило, проводится один раз в год на инсталляционном собрании конклава.
Орден Тайного наставника находится под управлением Mark Masons' Hall.

## Рыцари алого шнура
«Королевский Орден рыцарей-масонов алого шнура» — внутренний дополнительный орден, членами которого имеют право быть все обладатели второй степени (степень принца) ордена. Орден был разработан в Великобритании в 1889 году. Он состоит из шести классов или степеней членства. Первые три степени входят в консисторию.